# Онанофобия
Онанофобия (онани́зм, др.-греч. φόβος — «страх») — иррациональный страх стать зависимым от самоудовлетворения, опасение перед негативными последствиями мастурбации и ухудшением сексуальной жизни или здоровья.
Страх возникает чаще всего у подростков в пубертатном периоде или молодых парней, реже он возникает у мужчин и женщин. Появляется он независимо и вопреки желаниям пациентов. Самого процесса мастурбации человек не боится, его пугают возможные последствия этих действий. Страх не поддаётся контролю и довольно устойчив. Возникает в процессе мастурбации или даже мысли об этом. 

## Причины
Главной причиной возникновения онанофобии является ошибочное мнение о вреде мастурбации на здоровье. Такое мнение чаще всего возникает на основе неправильного полового воспитания и половой безграмотности. Существует популярное ошибочное мнение, что вследствие онанизма могут возникнуть половые расстройства. Ещё одной частой причиной появления фобии является эмоциональное потрясение. Это может проявляться, когда за мастурбацию следуют наказания или негативные высказывания о мастурбации. В религиозных семьях самоудовлетворение является провинностью и считается грехом. У взрослых людей фобия может появиться вследствие неудачи в сексе. Решающее значение в появлении фобии является ожидание неудачи: чем выше тревожность и страх заполучить половое расстройство вследствие онанизма, тем больше шансов на возникновение фобии.
Также онанофобия может возникнуть на начальных стадиях шизофрении.
Наказания за мастурбацию сильно укоренились в сознании общества. Известно, что второй сын Иуды Онан был наказан Богом смертью за мастурбацию. Однако вследствие сексуальной революции, люди стали менее радикальны в этом вопросе.

## Симптомы
Онанофобия может проявляется по-разному, но чаще всего симптомы включают:
- страх перед половым актом;
- появление комплексов относительно неполноценности;
- повышение тревожности до и после мастурбации;
- увлечение соответствующей литературой;
- частая мастурбация;
- замкнутость — человек чувствует стыд и вину за совершённые действия и пытается изолировать себя от общества;
- нарастающая тревога до процесса и после;
- отказ от секса с партнёром;

Иногда онанофобия может вызывать панические атаки; Во время мастурбации человек может кричать или же плакать или совершать другие неадекватные действия.

## Лечение
При подозрении онанофобии обращаются к психотерапевту или психологу, иногда включается и консультация с сексологом. Для лечения онанофобии используются психотерапевтические методы воздействия на личность и психоанализ. Выясняется причина фобии, после чего негативное отношение к нему меняется на положительное. Также пациенту объясняют, для чего нужна мастурбация и в каких рамках она не несёт вреда.